# استاد مقديشو
استاد مقديشو (بالصومالية: Garoonka Muqdisho)‏ هو ملعب رياضي في العاصمة الصومالية مقديشو. أعيد بناء الملعب بالكامل وفرشه بالعشب الصناعي في 27 مارس 2020.

## خلفية تاريخية
أُنشأ الاستاد عام 1977 في عهد الرئيس الصومالي سياد بري، على يد مهندسين صينيين، واستضاف الاستاد الأنشطة الرياضية، كما أقيم فيه خطابات رئاسية وتجمعات سياسية.
في عام 1987، أقامت المغنية الشهيرة مجول حفلة "مقديشو ومغول" الشهيرة في قاعة كرة السلة (المجاورة لملعب كرة القدم) والتي تعد جزءًا من هذه المنشأة الواسعة، وكانت من بين أكبر الأحداث الموسيقية التي أقيمت في ذلك الوقت، وحضرها آلاف الأشخاص.
بعد اندلاع الحرب الأهلية في أوائل التسعينيات، استُخدم الاستاد كقاعدة من قبل مختلف الفصائل المسلحة، ونُظمت مباريات كرة قدم بشكل دوري في الاستاد، رغم كونه تحت سيطرة المسلحين.
في عام 2006 مول الاتحاد الدولي لكرة القدم مشروع الاستاد بعشب صناعي، إلا أنه تعرض بعد ذلك كباقي المرافق الرئيسية في المدينة لأضرار كبيرة. 
حُظرت الأنشطة الرياضية عندما فرضت حركة الشباب المتمردة حصارًا على معظم أحياء مقديشو وباقي المحافظات الجنوبية في الصومال في عام 2008. في أغسطس 2011 وخلال معركة مقديشو عام 2010 استعاد الجيش الوطني الصومالي (SNA) بدعم من قوات الاتحاد الأفريقي في الصومال العاصمة بعد طرد مقاتلي الشباب منها. 
في عام 2013 بدأت الحكومة الفيدرالية الصومالية مشروع ترميم الاستاد بالتعاون مع الحكومة الصينية. 
بحلول عام 2015 عاد استاد مقديشو إلى سابق عهده كواحد من الملاعب الرياضية في الصومال وذلك بعد نجاح مشروع ترميمه الأولي، واستضاف الدوري الصومالي الممتاز لمباريات لكرة القدم. 

## أعمال الترميم
في سبتمبر 2013 وقّعت الحكومة الفيدرالية الصومالية ونظيرتها الصينية اتفاقية تعاون ثنائي رسمي في العاصمة مقديشو كجزء من خطة التعافي الوطني الخمسية في الصومال، وتضمن الاتفاق إعادة بناء العديد من معالم البنية التحتية الرئيسية في العاصمة الصومالية وأماكن أخرى على يد الحكومة الصينية، ومن ضمنها استاد مقديشو.  وانتهت أعمال الترميم في عام 2020 واستضاف الاستاد الذكرى الستين لاستقلال الصومال في الأول من يوليو 2020.

## السعة والمرافق
يتسع استاد مقديشو لـ 65 ألف متفرج، ويضم ملعبًا للبطولات، بالإضافة إلى ملاعب سباقات المضمار والميدان وكرة القدم وكرة السلة والكرة الطائرة والتنس.

## معرض صور

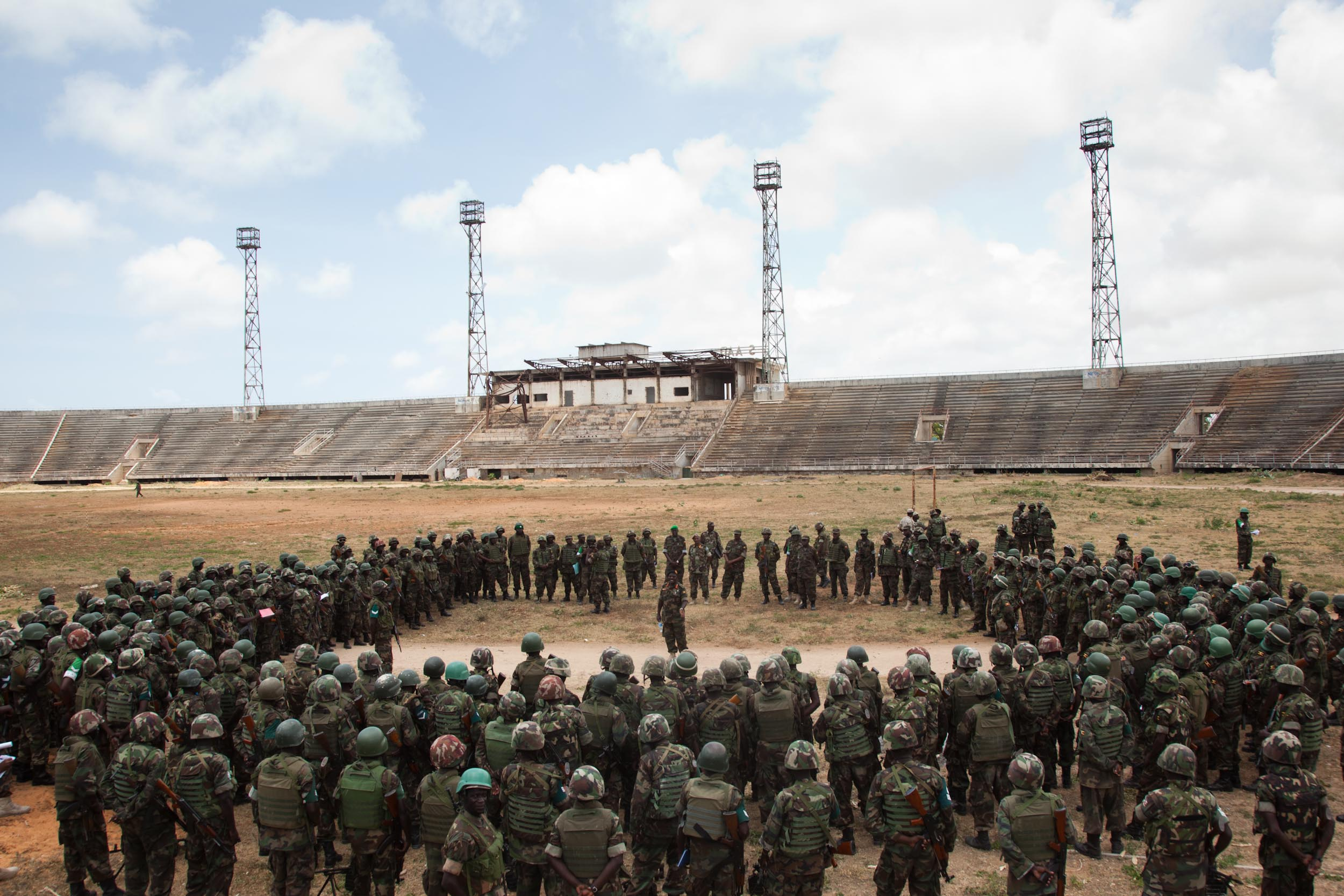
2011
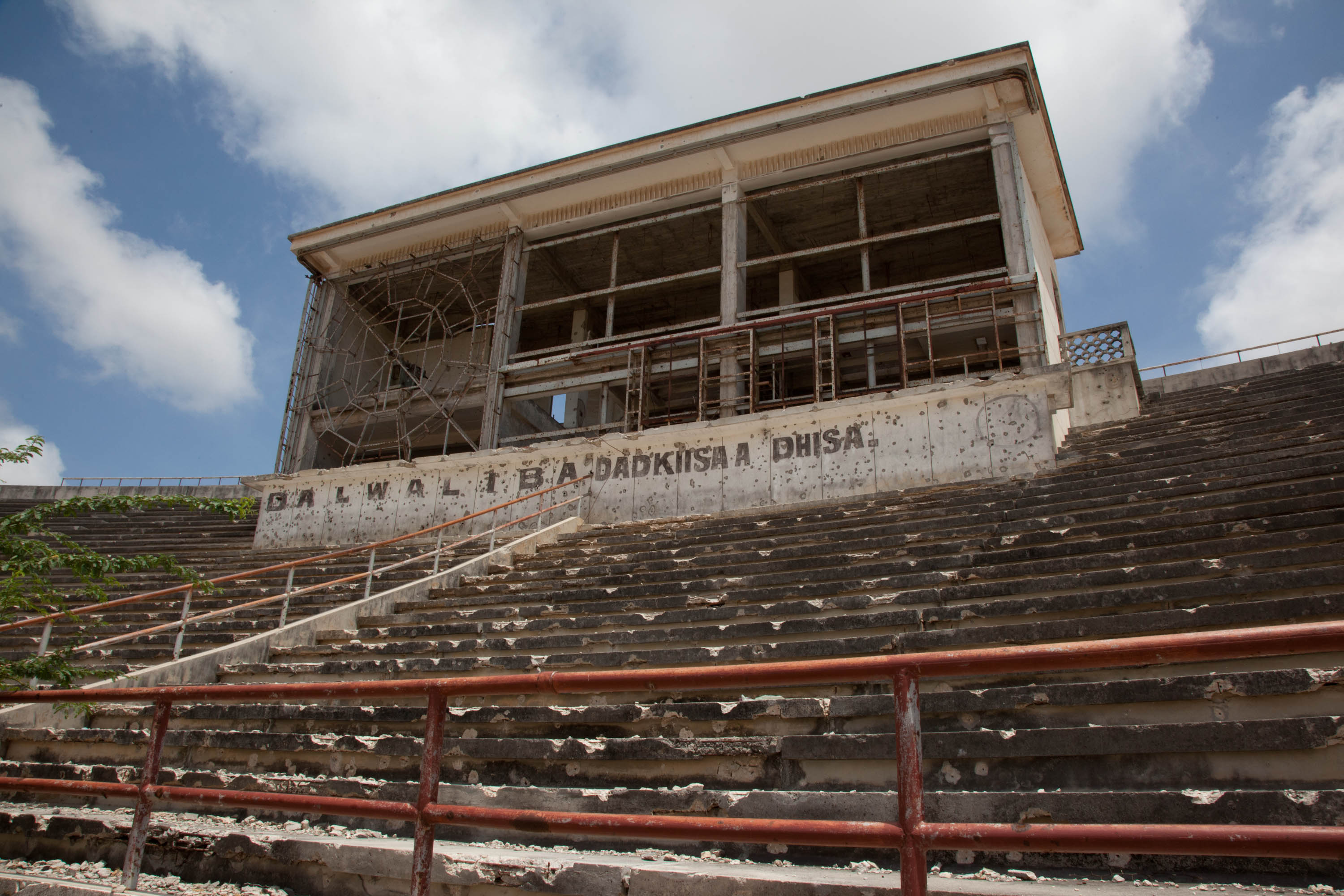
الاستاد قبل الترميم
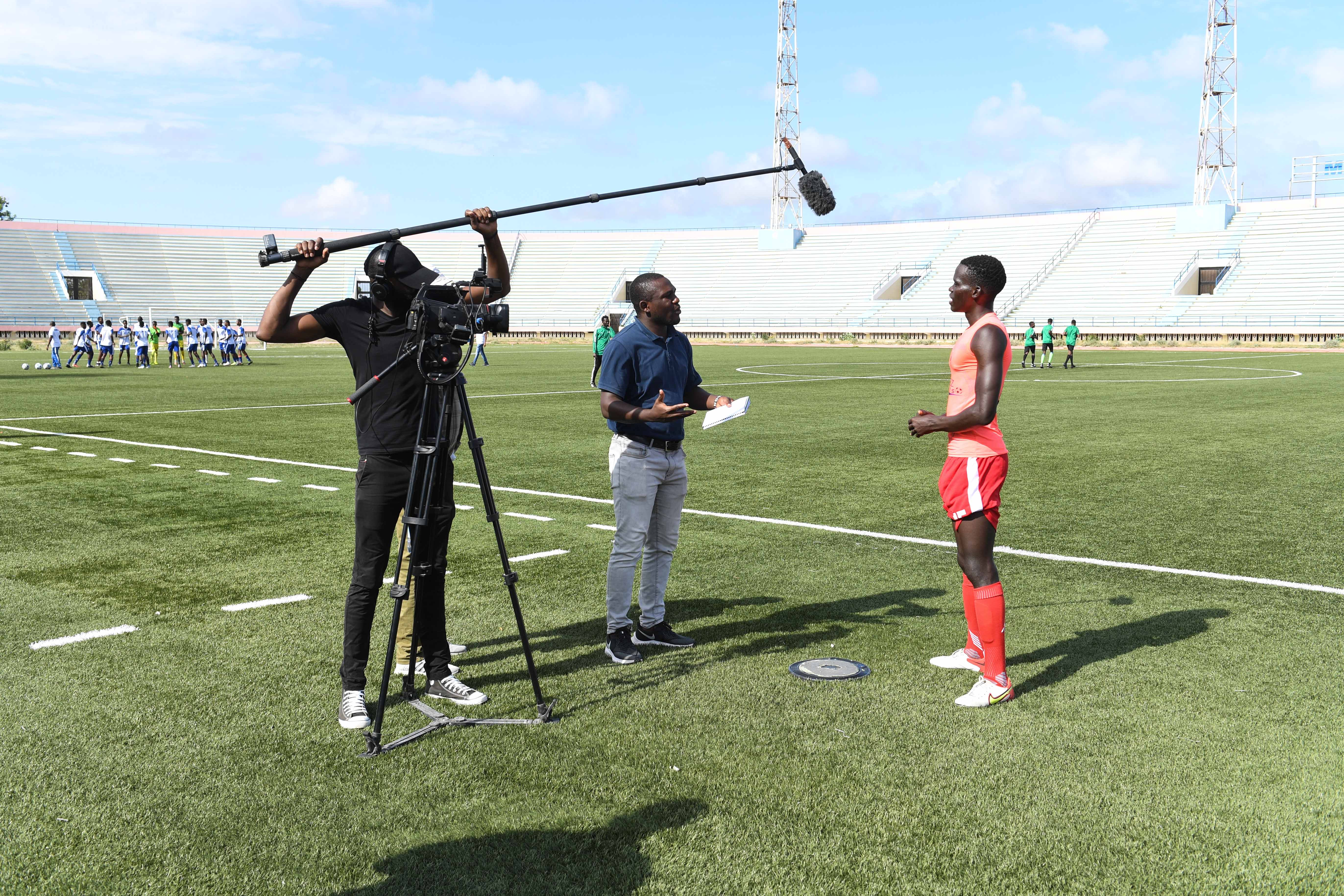
مقابلة مع أحد اللعبين الأجانب خلال مباراة في الاستاد
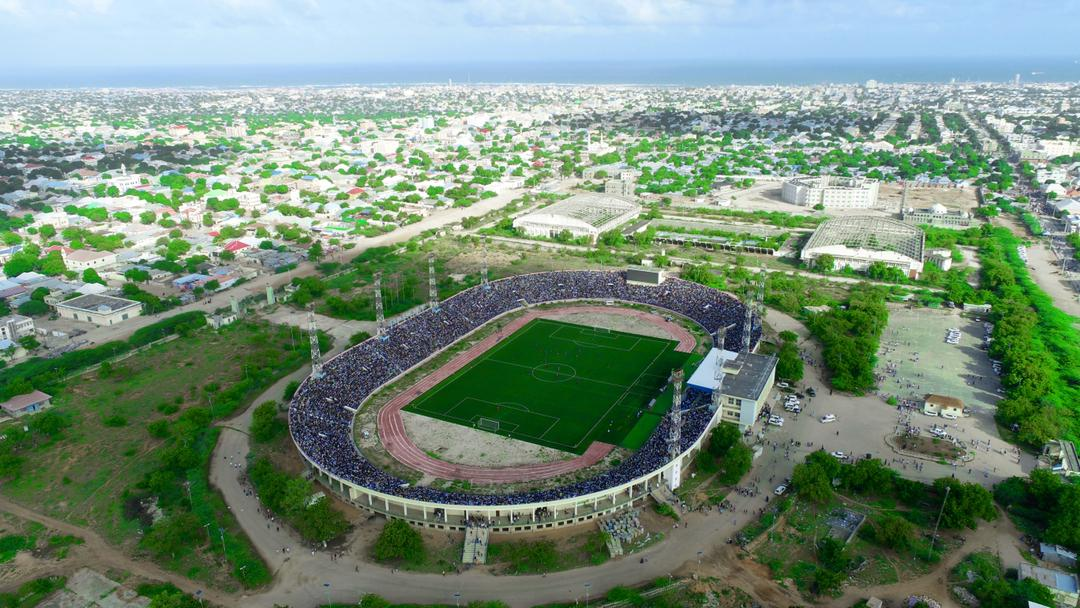
صورة جوية للاستاد